# C’est la vie
C’est la vie (в переводе с фр. — «Такова жизнь») — четвёртый студийный альбом французского Диджея и продюсера Мартина Сольвейга, выпущенный 28 октября 2008 года на лейбле Phantom Sound & Vision. На пластинке представлены различные жанры электронной музыки, в том числе хаус.

## Список композиций
1. «C’est la vie»
2. «I Want You» (при участии Lee Fields)
3. «Butterfly» (при участии Stephy Haik)
4. «Beauty False»
5. «Poptimistic»
6. «One 2.3 Four» (при участии Chakib Chambi)
7. «Touch Me» (при участии Stephy Haik)
8. «Bottom Line»
9. «Give It to Me»
10. «Superficial» (при участии Lee Fields)
11. «Some Other Time» (при участии Jay Seabag)

## Чарты
| Чарт (2008)        | Наивысшее место |
| ------------------ | --------------- |
| Бельгия (Фландрия) | 99              |
| Бельгия (Валлония) | 23              |
| Франция            | 16              |
| Швейцария          | 59              |